# Венерични лимфогранулом
Венерични лимфогранулом (лат. Lymphogranuloma venereum или lymphogranuloma inguinale) Николас-Дуранд-Фавреаова болест, IV полно преносива болест   једна је од венеричних болести, која се преноси контактом са гениталном слузокожом, чешће међу мушком популацијом у тропским и суптропским подручјима.Узрокована је микроорганизмом хламидија трихоматис (лат. Chlamydia trachomatis). Доминантни клинички симптом који почиње неколико недеља након инфекције је „примарна лезија” у виду чворића или гнојних бубуљица. Затим се јављају увећани и болни лимфни чворови у препонама из којих настају улцеративне промене (чиреви). Код узнапредовалог облика  болести настаје аногенитална елефантијаза (задебљање гениталија и сужење задњег црева и ануса). Ако се не лечи, лимфогранулом венереум може довести до гениталних и аналних малформација, а понекад и смртног исхода.

## Историја
Венерични лимфогранулом први је описао Волас 1833. године  и поново Дуранд Николас - Фавр 1913. године.  Од избијања епидемије у Холандији 2004. године пријављени су многи додатни случајеви, што је довело до већег надзора над овом инфекцијом.  Убрзо након првобитног холандског извештаја, националне и међународне здравствене власти покренуле су иницијативе упозорења и идентификовани су вишеструки случајеви лимфогранулома венерум у још неколико европских земаља (Белгија, Француска, Велика Британија,  Немачка, Шведска, Италија и Швајцарска)  САД и Канади . Сви случајеви пријављени у Амстердаму и Француској и значајан проценат  инфекција венеричног лимфогранулома у Великој Британији и Немачкој узроковани су новооткривеном варијантом хламидије, Л2б, познатом као Амстердамска варијанта. Венерични лимфогранулом Л2б варијанта, која се могла пратити уназад и изолована је из аналних брисева мушкараца који су имали секс са мушкарцима након што су посетили градску клинику за полно преносиве болести у Сан Франциску 1981. године. Овај налаз сугерише да се недавна епидемија венеричног лимфогранулом међу мушкараца који су имали секс са мушкарцима јавила у индустријализованим земљама света и да се  полако и даље  развија. Варијанта хламидије, Л2б је такође идентификован и у мањим епидемијама у Аустралији.

## Етиологија
Узрочник болести су серотипови микроорганизма хламидија трихоматис (лат. Chlamydia trachomatis Л1, Л2 и Л3. Инфекција се најчешће преноси сексуалним путем међу особама старости 20-40 година.

## Клиничка слика
Постоје три фазе током венеричног лимфогранулома:
Прва фаза венерични лимфогранулом
Први знаци болести обично се јављају након 10-30 дана инкубационог периода, на месту инокулације узрочника, најчешће на мушким гениталијама или у женском гениталном тракту, у форми некарактеристичне лезије, чира (улцерације) или  ерозије које брзо зарастају.
Друга фаза
Друга фаза венеричног лимфогулулома се јавља у року од 2-6 недеља након појаве примарног фокуса и манифестује се болним запаљењем ингвиналних и / или феморалних лимфних чворова. Болни лимфни чворови се називају бубо, могу се спојити и отворити у трећини пацијената. Иако се бубои лече без компликација, неки могу напредовати, формирајући хроничне фистуле. 
Приближно једна трећина пацијената има "знак бразде", што произлази из повећања ингвиналних и феморалних лимфних чворова које се налазе изнад и испод ингвиналног лигамента. 
Ингуинална лимфаденопатија се јавља код 20% жена са венеричним лимфогрануломом. Код жена, примарне повреде ректума, вагине, грлића матернице или постериорне уретрте уз укључивање дубоких илиаклних или периоректалних лимфних чворова. 
Потом лимфне жлезде омекшају и долази до пражњења обилан гнојног садржаја кроз неколико отвора на кожи (након чијег зарастања на кожи остају интензивни ожиљци).
Трећа фаза
У наредном стадијуму генито-ано-ректална улцеративна елефантијаза, позната и као трећи стадијум болести или esthiomene (Џерсилдов синдром или "генитоаноректални синдром"), у којој се може јавити генитална елефантијаза са стриктура (сужењем) ректума. 
Отечени лимфни чворови у препонама са једне или обе стране; као и отечени лимфни чворови око ректума могу се јавити код људи који су упражњавају анални секс.
Остали симптоми су општа слабост, губитак апетита, обилно знојење, грозница, бол у мишићима и зглобовима,  појава крв или гноја из ректума (крв у столици) итд.
Касни симптоми
Карактеристични су и касни симптоми који се манифестују у виду хиперплазије ткива, индурације, стриктура, стеноза, фистула са комуникацијом између бешике, ректума и околине, а могући су и рецидиви хроничних улцерација.

## Дијагноза
Дијагноза болести поставља се на основу анамнезе, клиничке слике, микробиолошке дијагностике. 
Најсигурнији начин за дијагнозу је извођење Фрелове  реакције, антигеном из културе узрочника. који се у дози од 0,1 мл даје интрадермално, а затим очитава реакција након 48 сати. Ако је реакција позитивна, на месту убризгавања антигена појављује се еритематозна папула пречника 5 мм.

## Терапија
Лечи се антибиотицима широког спектра.

## Прогноза
Прогноза је веома варијабилна. Спонтана ремисија је честа. Потпуно излечење се може постићи одговарајућим антибиотским третманима за уништавање бактерија узрочника болести, као што су тетрациклин, доксициклин или еритромицин. 
Прогноза је повољнија што се раније започне са лечењем. 
Бактеријске суперинфекције могу компликовати ток лечења, као нпр. фоликуларни конјунктивитиса услед аутоинокулације инфективног исцедка.
Смрт може наступити као последица опструкције или перфорације црева,  

## Дуготрајне компликације
Генитална елефантијаза или естиомен,   је драматични и крајњи резултат лимфне опструкције, која може настати због самих стриктура или фистула. Ово се обично види код жена, може улцерисати и често се јавља 1-20 година након примарне инфекције. Фистуле, али не ограничавајући се на, пенис, уретру, вагину, материцу или ректум. Такође, често се јавља околни едем. Ректалне или друге стриктуре и ожиљци. Може доћи до системског ширења, могући резултати су артритис, пнеумонитис, хепатитис или перихепатитис.